# 小越澄雄
小越 澄雄（こごし すみお、1949年 - ）は、日本の物理学者。専門分野はプラズマ工学。
第2代公立諏訪東京理科大学の学長。

## 経歴
埼玉県出身。
1972年に東京大学工学部電気工学科を卒業。
1977年に東京大学大学院工学系専攻科電気工学専攻博士課程を修了し、その年にオックスフォード大学研究員を着任。
1980年からは東京理科大学理工学部の助手、講師、助教授、教授を着任した。
2019年4月に公立諏訪東京理科大学の学長に就任。
2023年3月に公立諏訪東京理科大学の学長を退任。